# Беккерель (лунный кратер)
Кратер Беккерель (лат. Becquerel), не путать с кратером Беккерель на Марсе, — крупный ударный кратер в северном полушарии на обратной стороне Луны. Название дано в честь французского физика, лауреата Нобелевской премии по физике и одного из первооткрывателей радиоактивности Антуана Анри Беккереля (1852—1908); утверждено Международным астрономическим союзом в 1970 г. Образование кратера относится к донектарскому периоду.

## Описание кратера

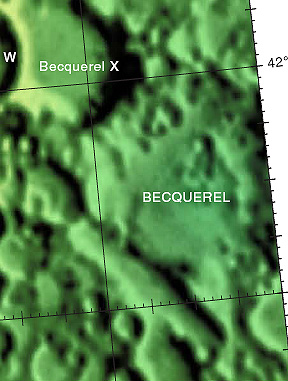
Кратер Беккерель. Фрагмент карты LAC-30.

Ближайшими соседями кратера являются кратер Уэллс на западе, кратер Тесла на юго-западе; кратер Ван Маанен на юге и кратер Бриджмен на северо-востоке. Приблизительно в 100 км на юго-западе от кратера располагается цепочка кратеров Курчатова. Селенографические координаты центра кратера 40°47′ с. ш. 129°30′ в. д. / 40,79° с. ш. 129,5° в. д., диаметр 62,9 км, глубина 2,74 км.
За время своего существования кратер подвергся сильному разрушению и сегодня представляет собой не более чем понижение местности неправильной формы. Вал кратера сильно разрушен, потерял форму и превратился в гористую местность окружающую чашу кратера. Средняя высота вала над окружающей местностью составляет 1250 м, объём кратера составляет приблизительно 3700 км³. Параллельно юго-западной части вала располагается небольшая долина, образованная вероятно объединением нескольких небольших кратеров. Дно чаши кратера сравнительно ровное, отмеченное несколькими небольшими кратерами. В южной части чаши располагается тёмное пятно с альбедо значительно меньшим чем окружающая местность.

## Сателлитные кратеры
| Беккерель | Координаты                                              | Диаметр, км |
| --------- | ------------------------------------------------------- | ----------- |
| E         | 40°57′ с. ш. 131°27′ в. д. / 40,95° с. ш. 131,45° в. д. | 30,4        |
| F         | 40°50′ с. ш. 132°51′ в. д. / 40,84° с. ш. 132,85° в. д. | 23,2        |
| W         | 42°03′ с. ш. 127°04′ в. д. / 42,05° с. ш. 127,07° в. д. | 25,4        |
| X         | 42°01′ с. ш. 128°13′ в. д. / 42,02° с. ш. 128,21° в. д. | 34,2        |

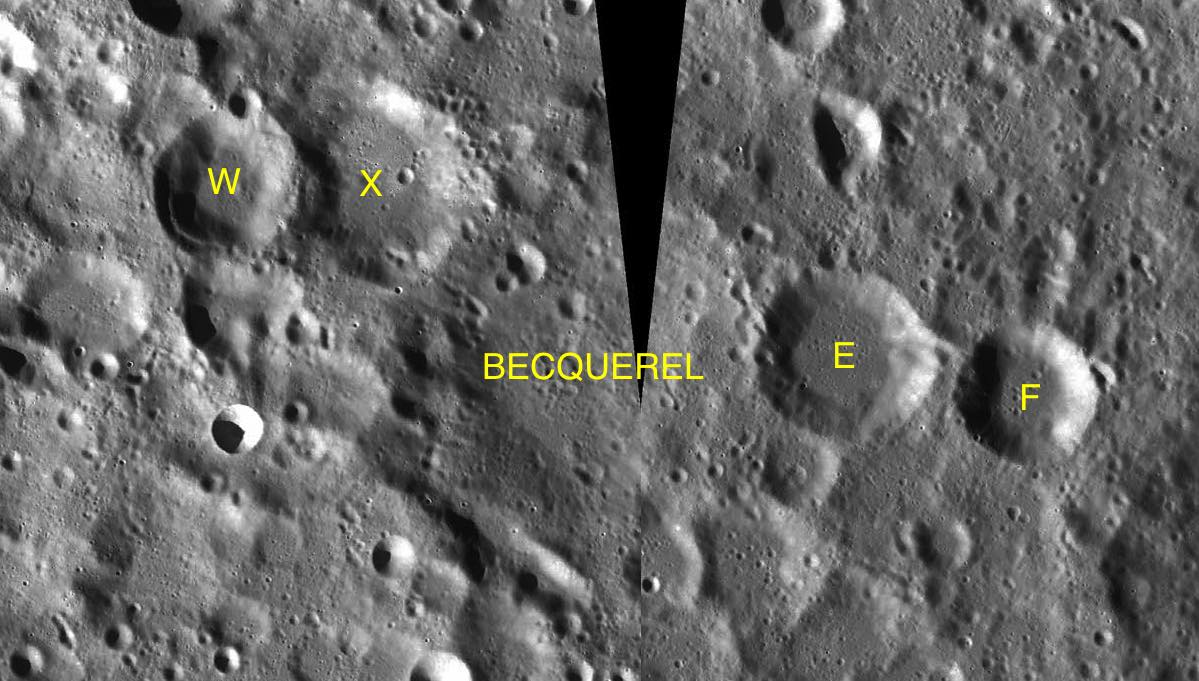
Фрагменты карт LAC-30, LAC-31.

- Образование сателлитных кратеров Беккерель E и X относится к нектарскому периоду[1].